# Uwe Prenzel
Uwe Prenzel (ur. 15 czerwca 1966 w Sebnitz) – niemiecki narciarz klasyczny reprezentujący NRD, specjalista kombinacji norweskiej, zawodnik klubu SC Dynamo Klingenthal.

## Kariera
W Pucharze Świata Uwe Prenzel zadebiutował 9 stycznia 1988 roku w Sankt Moritz, zajmując 5. miejsce w zawodach metodą Gundersena. Tym samym już w swoim debiucie zdobył pierwsze pucharowe punkty. W klasyfikacji generalnej sezonu 1984/1985 zajął ostatecznie 7. pozycję. Był to najlepszy wynik Prenzla w historii jego startów w Pucharze Świata. Wtedy też po raz pierwszy i zarazem ostatni w karierze stanął na podium zawodów pucharowych, zajmując trzecie miejsce w Gundersenie 18 marca 1988 roku w Oslo. Prenzel pojawiał się także w zawodach Pucharu Świata B, trzykrotnie stając na podium i odnosząc dwa zwycięstwa: 15 lutego 1992 roku w Klingenthal oraz dwa tygodnie później w Schwarzach im Pongau.
Pierwszą dużą imprezą w jego karierze były mistrzostwa świata w Oberstdorfie w 1987 roku, gdzie wraz z kolegami zajął szóste miejsce w zawodach drużynowych. W 1988 roku brał udział w igrzyskach olimpijskich w Calgary, gdzie indywidualnie był czwarty, przegrywając walkę o brązowy medal z reprezentantem ZSRR Allarem Levandim. W konkursie drużynowym wraz z kolegami zajął piątą pozycję. W 1993 roku postanowił zakończyć karierę.
Jego brat Thomas Prenzel również uprawiał kombinację norweską.

## Osiągnięcia

### Igrzyska olimpijskie
| Miejsce | Dzień     | Rok  | Miejscowość | Konkurencja             | Wynik zwycięzcy | Strata  | Zwycięzca      |
| ------- | --------- | ---- | ----------- | ----------------------- | --------------- | ------- | -------------- |
| 4.      | 28 lutego | 1988 | Calgary     | Gundersen K-90/15 km    | 38:16,8         | +1:10,7 | Hippolyt Kempf |
| 5.      | 24 lutego | 1988 | Calgary     | Sztafeta K-90/3 × 10 km | 1:20:46,0       | +2:18,5 | RFN            |

### Mistrzostwa świata
| Miejsce | Dzień     | Rok  | Miejscowość | Konkurencja             | Wynik zwycięzcy | Strata     | Zwycięzca |
| ------- | --------- | ---- | ----------- | ----------------------- | --------------- | ---------- | --------- |
| 6.      | 13 lutego | 1987 | Oberstdorf  | Sztafeta K-90/3 × 10 km | 1261,94 pkt     | -78,60 pkt | RFN       |

### Puchar Świata

#### Miejsca w klasyfikacji generalnej
- sezon 1987/1988: 7.
- sezon 1988/1989: 26.
- sezon 1989/1990: 25.

#### Miejsca na podium chronologicznie
| Nr | Data          | Miejscowość | Konkurencja          | Wynik zwycięzcy | Pozycja | Strata | Zwycięzca       |
| -- | ------------- | ----------- | -------------------- | --------------- | ------- | ------ | --------------- |
| 1. | 18 marca 1988 | Oslo        | Gundersen K115/15 km | ?               | 3.      | ?      | Torbjørn Løkken |

### Puchar Kontynentalny

#### Miejsca w klasyfikacji generalnej
- sezon 1990/1991: 12.
- sezon 1991/1992: 2.
- sezon 1992/1993: 34.

#### Miejsca na podium chronologicznie
| Nr | Data           | Miejscowość          | Konkurencja         | Wynik zwycięzcy | Pozycja | Strata | Zwycięzca    |
| -- | -------------- | -------------------- | ------------------- | --------------- | ------- | ------ | ------------ |
| 1. | 9 lutego 1992  | Andelsbuch           | Gundersen K90/15 km | ?               | 3.      | ?      | Zbyněk Pánek |
| 2. | 15 lutego 1992 | Klingenthal          | Gundersen K90/15 km | ?               | 1.      | -      | -            |
| 3. | 29 lutego 1992 | Schwarzach im Pongau | Gundersen K90/15 km | ?               | 1.      | -      | -            |